# جلبک‌های غلتان
جلبک‌های غلتان یا ولوُکس (Volvox) جزو فرمانرو آغازیان هستند و به یکی از جنس‌های متعلق به شاخه کلروفیت‌ها یا همان جلبک‌های سبز گفته می‌شوند. سلولهای ولوکس در کلنی‌هایی تا اندازه ۵۰ هزار سلول زندگی می‌کنند و اغلب در آب‌های شیرین یافت می‌شوند. ولوکس برای اولین بار در دهه ۱۷۰۰ توسط آنتونی وان لیون هوک گزارش و معرفی شد. بررسی‌ها نشان می‌دهد زندگی به شکل کلنی (ساده ترین جانداران پرسلولی) در ولوکس‌ها ۲۰۰ میلیون سال پیش تکامل پیدا کرده و به وجود آمده‌است.ساده‌ترین نوع زایش: ولووکس

## رده‌بندی
- Class: chlorophyceae
- Order: volvocales, Family: volvocaceae
- Family: sphaerellaceae
- Genus 1: Volvox Linnaeus
- Genus 2 :Pandorina Bory
- Genus 3: Eudorina Ehrenberg

در کتاب تالوفیت‌ها و نیز در کتاب تالوفیت‌ها و نیز در رده‌بندی پایانی کتاب بیولوژی جلبک‌ها، دو نام خانواده برای ولوکس نوشته شده‌است.
خانواده غلتان‌ جلبکان (volvocaceae) برای ولوکس در نظر گرفته شده‌ است اما در متن کتاب بیولوژی جلبک‌ها sphaerellaceae، را به عنوان خانواده برای ولوکس در نظر گرفته‌ است. به علاوه در هیچ‌یک از این سه کتاب نام خانواده sphaerellaceae برای راسته volvocales در رده‌بندی کلی در نظر گرفته نشده‌ است. این رده‌بندی‌ها را در آخر به صورت ضمیمه مشاهده خواهید کرد. از آنجا که شاید دلیلی برای این نوع نامگذاری وجود داشته باشد و نیز جهت امانت داری در متن، نام خانواده sphaerellaceae مطرح شده‌ است .

## ساختار سلولی
جلبک‌های غلتان، Eudorina و Pandorina از نظر ساختار سلولی مشابه هستند و اصطلاحاً آنها را سنوبیوم Coenobium می‌خوانند. از آن جهت که افراد کنار یکدیگر جمع شده‌ اند حالتی از یک موجود پر سلولی را نشان می‌دهند. سلول‌های کلنی در عین حال که به وسیله رابطها و رشته‌های سیتوپلاسمی با هم مرتبط اند، مستقل از یکدیگر و درنتیجه فاقد تقسیم کار می‌باشند. این سلولها هر یک ۲ تاژک دارند (تاژک ها به سمت بیرون از پیکر جاندار قرار میگیرند) و کلیه سلولهای رویشی متحرک اند؛ لذا توپ ولوکس یک حرکت غلتان و دورانی از خود نشان می‌دهد. نام ولوکس نیز به معنی غلتان است. در روند تکاملی کلنی متحرک ولوکس، سلولهایی که به شدت شبیه کلامیدوموناس هستند، به هنگام تقسیم سلول تخم حاصل می‌شوند. اندازه کلنی ولوکس به قطر حدود ۵/ میلی‌متر می‌باشد. بیش از ۲۰ گونه از این کلنی شناسایی شده‌است. تعداد سلولها در گونه‌های مختلف متفاوت می‌باشد و بین ۱۰۰۰ تا ۵۰۰۰۰ متغیر است. سلولها به شکل یک توپ توخالی، به صورت یک لایه در بیرون قرار گرفته‌اند. درون این توپ خالی از سلول است و معمولاً به وسیله آب یا ماده ژلاتینی پر شده‌ است. کلنی جلبک‌های غلتان در یک غشاء موسیلاژی که ظاهراً طبیعت پروتئینی و فیبریلی دارد، قرار می‌گیرد. علاوه بر قشر همگانی، هر کدام از سلول‌ها نیز دارای یک غلاف انفرادی می‌باشند. سه جنس مذکور ساکن آب شیرین هستند.
قطبیتی که در کلنی برخی از گونه‌های این جنس‌ها وجود دارد به علت وجود دو لکهٔ چشمی می‌باشد که در یک طرف از سلول یک لکه چشمی بزرگ و در منطقه‌ای دیگر یک لکه چشمی کوچک وجود دارد و در برخی ازگونه‌ها لکه چشمی در یک سمت وجود دارد و در سمت دیگر لکه چشمی وجود ندارد. ولوکس ساکن آب شیرین است که به صورت شناور، در سطح آبهای استخر، آب راکد یا نیمه راکد به خصوص در فصول بارندگی مشاهده می‌شود.
درون توپ ولوکس خالی از سلول می‌باشد معمولاً به وسیله آب یا ماده ژلاتینی پر شده‌ است دکتر هرمزدیار کیان مهر در تحقیقات انجام شده (طرح تحقیقاتی جلبک‌های آب شیرین مشهد و حومه، سال ۱۳۷۰) ولوکس را در آب‌های این منطقه نیافته‌ است که به نظر ایشان شاید علت آن قلیایی بودن آبها باشد.

## انواعی از کلنی‌های ولوکس
1. گونیوم (Gonium pectoral)
2. پاندوریا (Pandorina unicocca)، کلنی با ۳۲ سلول